# Baretisjön
Baretisjön (georgiska: ბარეთის ტბა, Baretis tba), eller Basjkoisjön (ბაშქოის ტბა), är en sjö i Georgien. Den ligger i den centrala delen av landet, i regionen Nedre Kartlien. Baretisjön ligger 1 624 meter över havet.